# Honda Brio
El Honda Brio es un automóvil de turismo del segmento B fabricado por Honda para sus modelos de coche urbano que se venden en el sudeste asiático y otras regiones. Se introdujo en 2011 y desde entonces se convirtió en el coche más pequeño de la gama global de Honda.

## Primera generación (2011)
Honda lanzó al mercado la primera generación del Brio en 2011 como un hatchback situado en una categoría inferior al Honda City El coche se diseñó específicamente para mercados emergentes como Tailandia e India dos países en los que se fabricó inicialmente el Brio. El coche se presentó como el New Small Concept. El concept car se mostró por primera vez en la Exposición Internacional del Motor de Tailandia de 2010. Cuenta con un motor de gasolina de cuatro cilindros L12B3 SOHC i-VTEC de 1,2 litros que produce entre 65 y 66 kW (87-89 CV; 88-90 PS) a 6.000 rpm y un par de 108-110 N⋅m (80-81 lb⋅ft) a 4.500-4.800 rpm, o un motor de 1. El motor de gasolina de cuatro cilindros L13Z1 SOHC i-VTEC de 3 litros produce 73,5 kW (99 CV; 100 PS) a 6.000 rpm y 127 N⋅m de par a 4.800 rpm. Está disponible con una transmisión manual de 5 velocidades, una automática de 5 velocidades o una variable continua. El coche está certificado para ofrecer un kilometraje combinado de 19,4 km/l (55 mpg-imp) y 16,5 km/l (47 mpg-imp) con transmisión manual y automática respectivamente en el ciclo indio. Para el mercado tailandés, el motor de 1,2 litros es compatible con el combustible E20.

### Galería

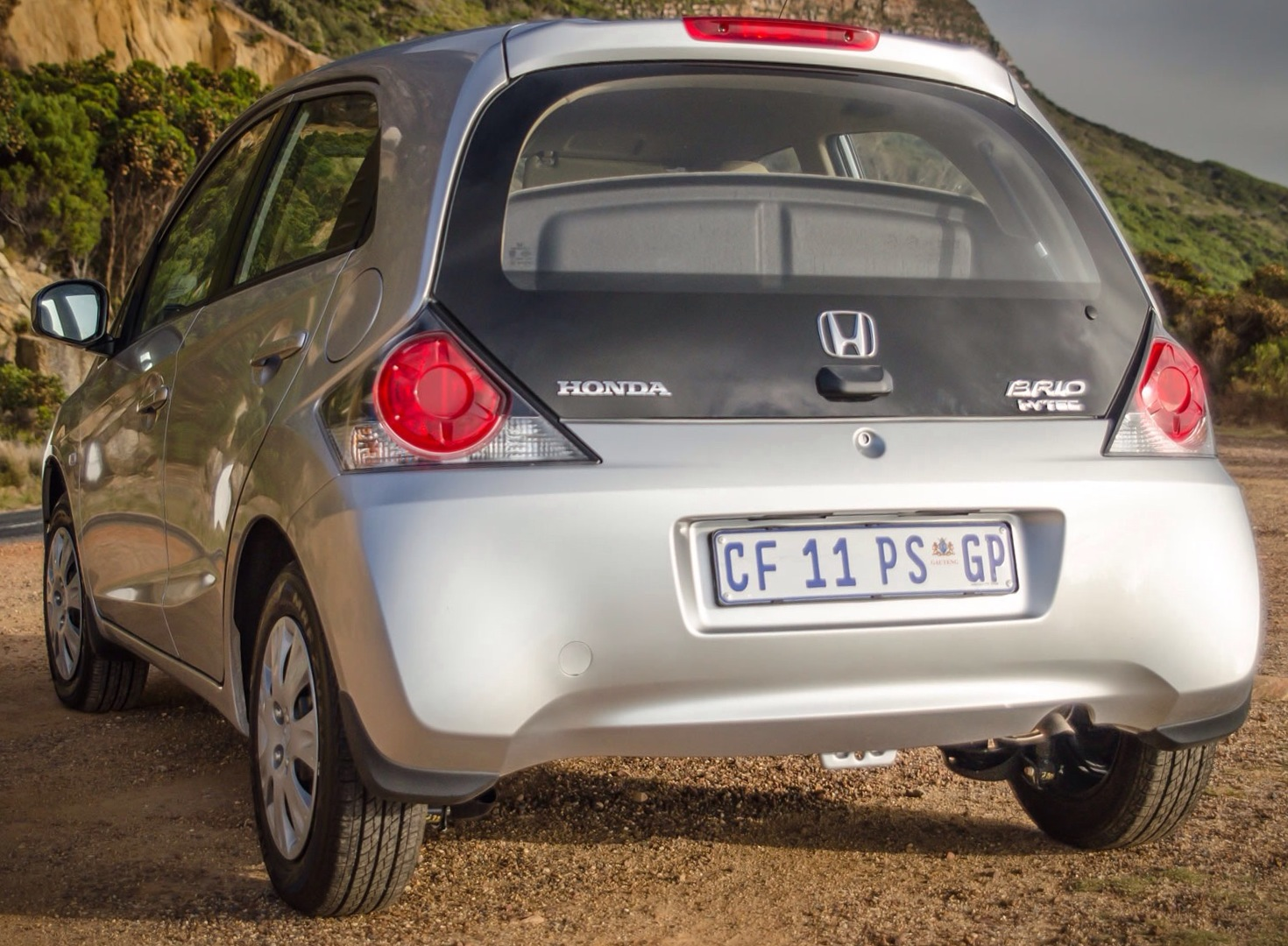
Honda Brio (DD1; pre-facelift, India)
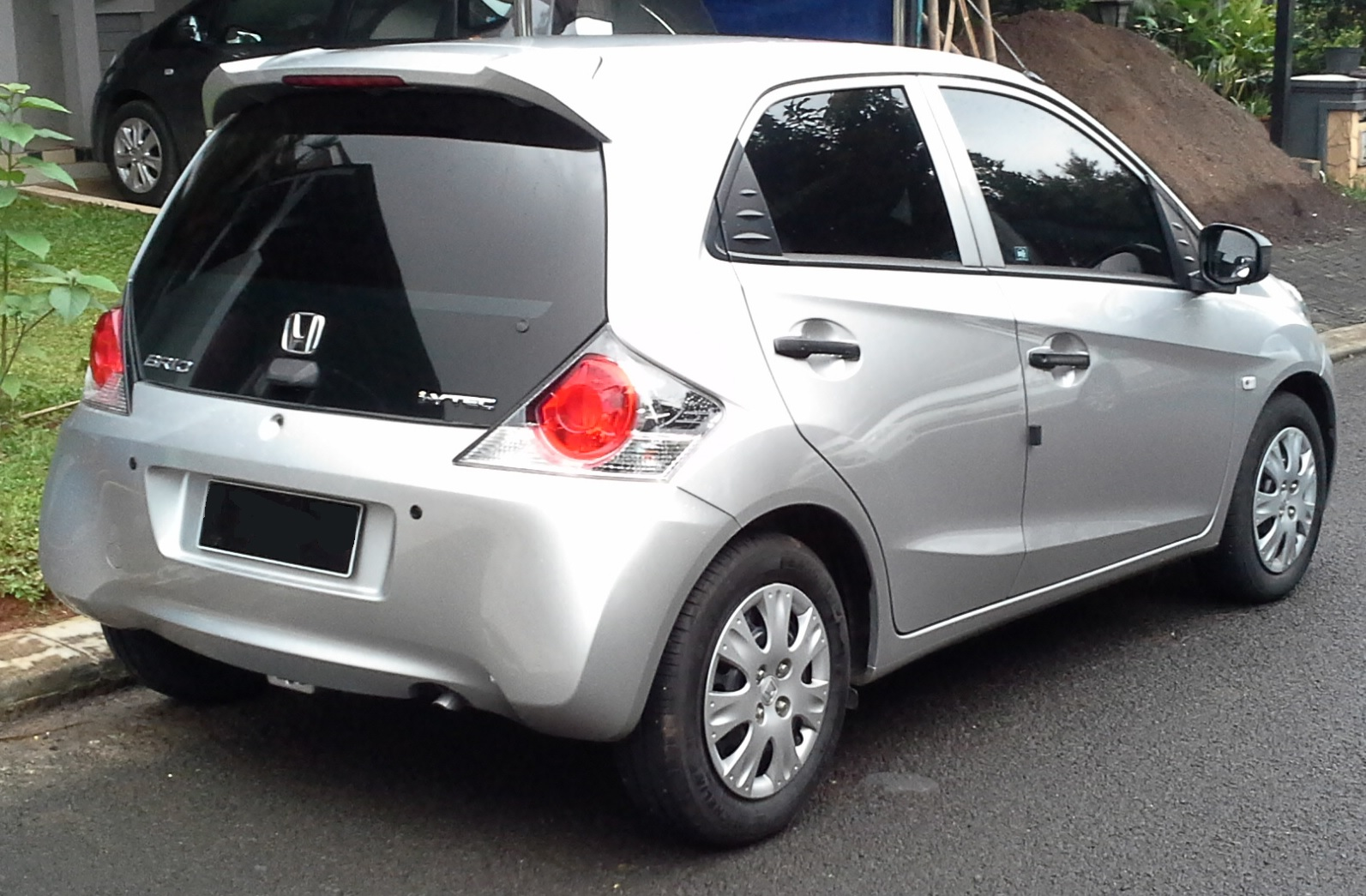
2013 Honda Brio S (DD2; pre-facelift, Indonesia)
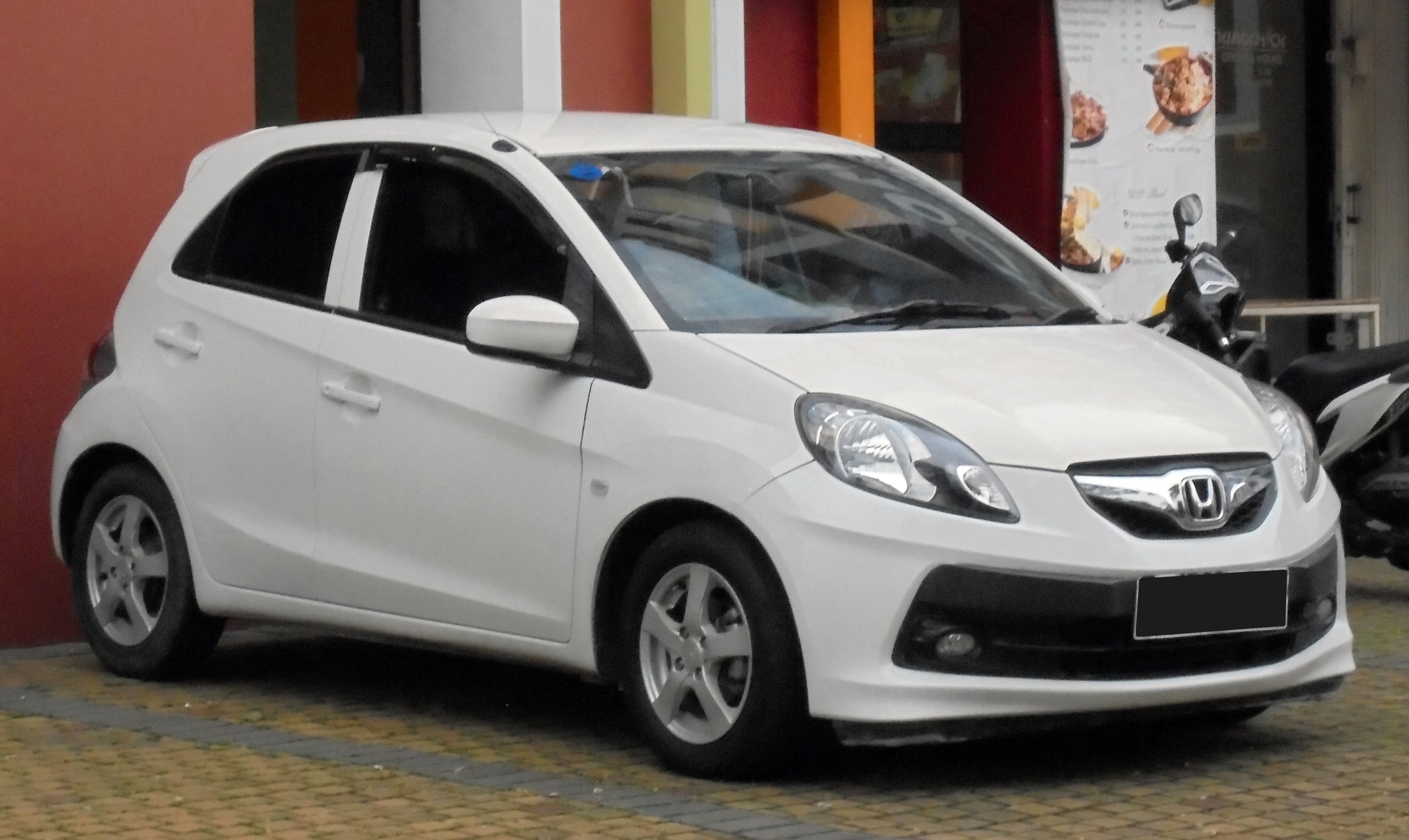
2014 Honda Brio E CVT (DD1; pre-facelift, Indonesia)
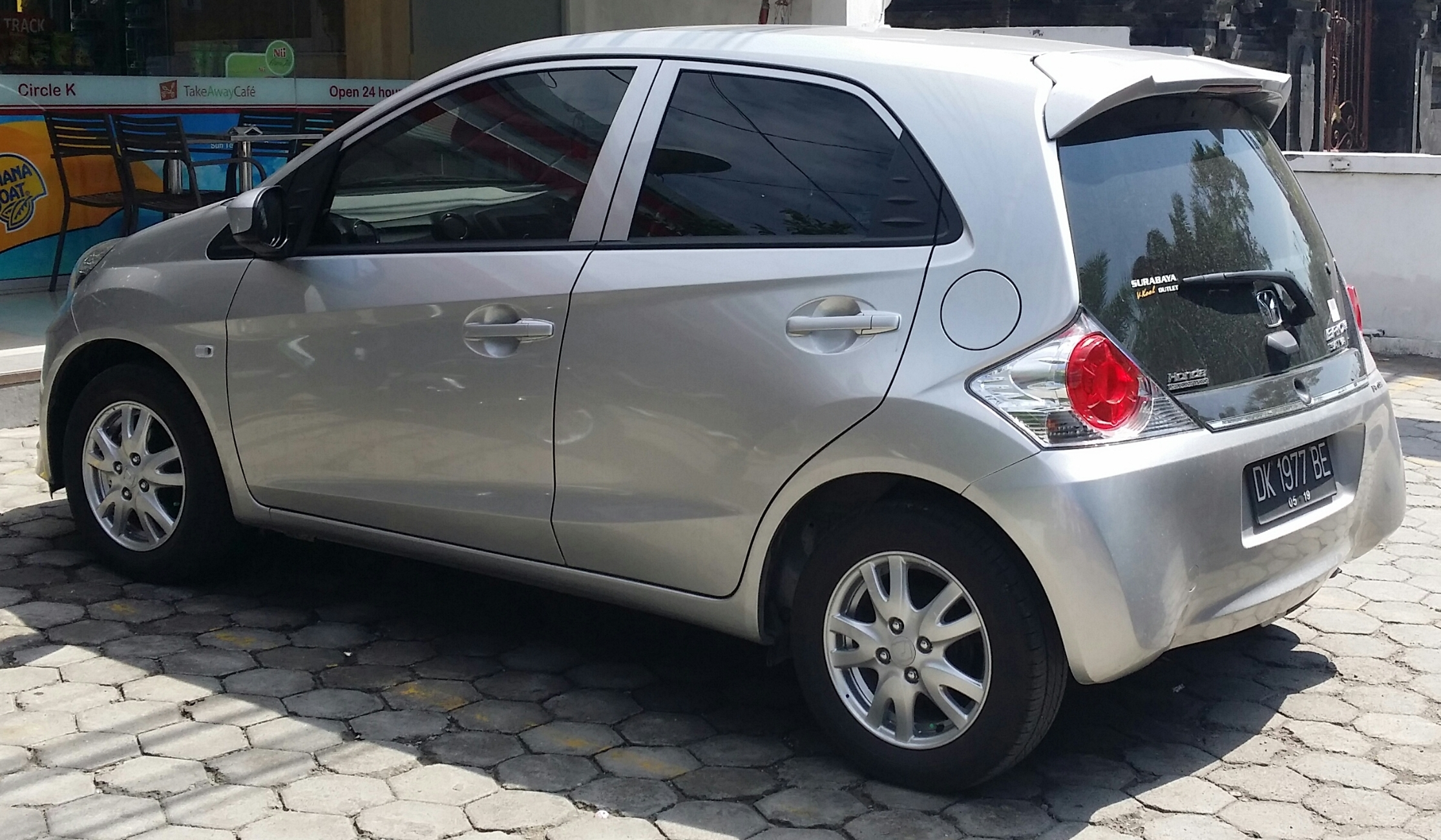
2014 Honda Brio Satya E (DD1; pre-facelift, Indonesia)

## Segunda Generación (2018-presente)
La segunda generación del Brio se presentó el 2 de agosto de 2018 en el 26.º Salón Internacional del Automóvil de Indonesia Gaikindo. Fue adelantado por el Small RS Concept que se mostró en el 26.º Salón Internacional del Automóvil de Indonesia en abril de 2018. A diferencia del Amaze de segunda generación, el Brio de segunda generación sigue utilizando la misma plataforma que el modelo de primera generación. Aunque conserva las puertas laterales delanteras del modelo de primera generación, el parachoques delantero y el salpicadero del modelo facelift, la parrilla, las puertas laterales traseras, el maletero y los faros traseros se han rediseñado y los faros delanteros se han tomado del Mobilio facelift de segunda generación. El portón trasero de cristal se ha sustituido por un portón convencional.
Debido a la caída de la demanda en Tailandia e India, el Brio de segunda generación se fabrica exclusivamente en Indonesia.
La exportación del coche desde Indonesia comenzó el 26 de marzo de 2019.